# Novato del Año de la Liga Venezolana de Béisbol Profesional
En la Liga Venezolana de Béisbol Profesional, el Novato del Año es un premio dado a un jugador anualmente por la liga. El premio fue establecido en 1946, ganándolo por primera vez Alfonso "Chico" Carrasquel, shortstop de Cervecería Caracas.
De los 70 jugadores nombrados novato del año, 12 han sido elegidos para el Salón de la fama y museo del béisbol venezolano, y 3 han sido electos al Pabellón de la Fama del Caribe. Los miembros de los Navegantes del Magallanes, Tiburones de La Guaira y Leones del Caracas (4) como Cervecería Caracas han ganado el mayor número de premios de cualquier franquicia con (13). Ernesto Mejía, Odubel Herrera y Freddy Fermín son los tres únicos jugadores que han sido nombrados Novatos del Año y Jugador Más Valioso en el mismo año. Freddy Fermín de los Leones del Caracas es el ganador más reciente.

## Condiciones
Condiciones para ser elegible Novato del Año:
- Que haya firmado por primera vez para jugar béisbol profesional durante la temporada en proceso.
- Que habiendo firmado en temporadas anteriores, no hayan consumido en las fases eliminatorias más de 50 turnos al bate, ni hayan lanzado más de 20 innings durante el período comprendido entre el momento de su firma como profesional, por primera vez, y la última fecha de la temporada precedente a la fase eliminatoria en proceso.
- Que no haya participado en tres (3) rondas eliminatorias anteriores a la que se encuentre en proceso. A tal efecto, se entiende como participante su aparición en el terreno de juego como bateador o pitcher o fildeador en un juego de ronda eliminatoria. La mera inclusión en el roster de un equipo, sin que el jugador actúe en el juego, no se considera participación.
- Queda totalmente excluida de esta normativa las participaciones de jugadores en las series semifinales y finales; es decir, su actuación en round robin y en las series finales no cuenta para los cómputos de veces al bate, innings lanzados, ni lapsos de participación.
- Se excluyen igualmente las actuaciones en ligas paralelas, de entretenimiento, o cualquier otra liga.

## Ganadores

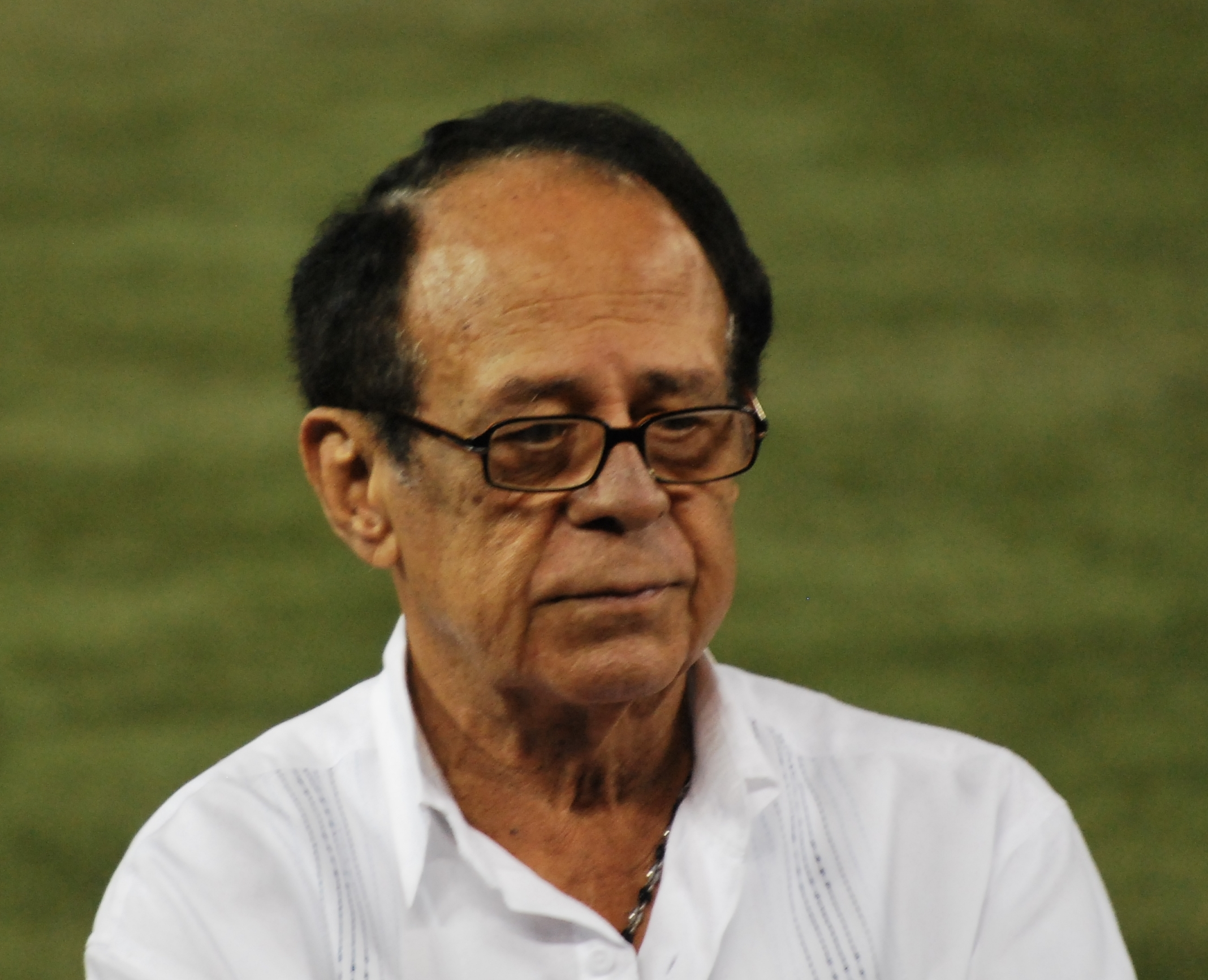
El Salón de la Fama Luis Aparicio (Gavilanes) ganó el premio en la temporada 1953-54.

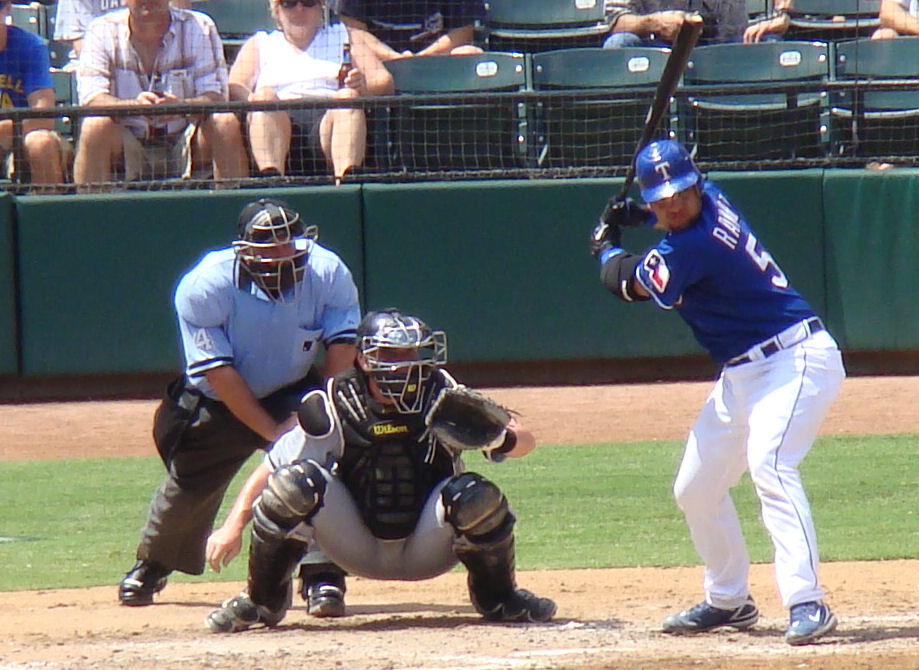
Maximiliano Ramírez (Tiburones de La Guaira), ganador en 2008-09.

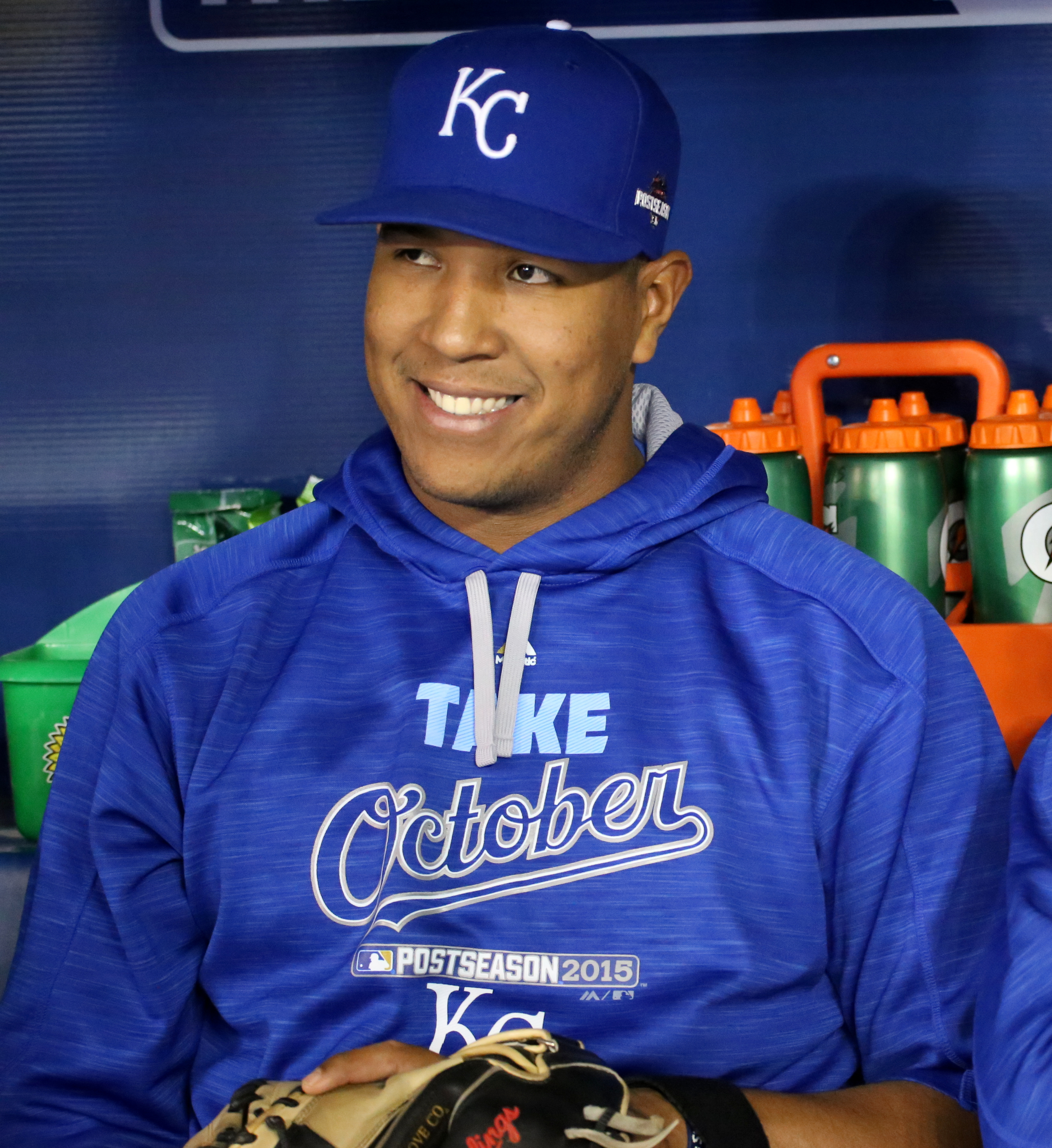
Salvador Pérez (Tiburones de La Guaira), ganador en 2012-13.

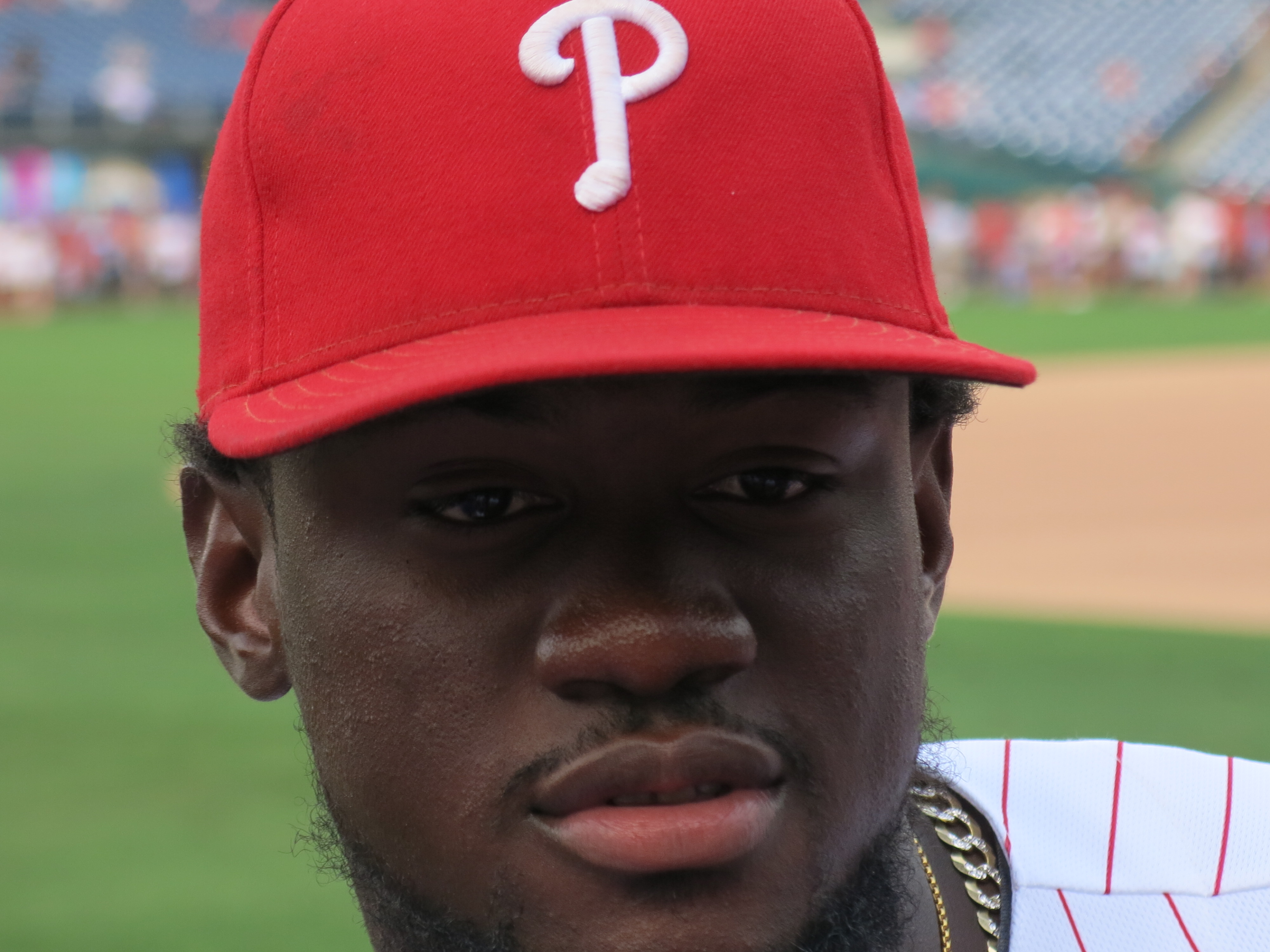
Odubel Herrera (Tiburones de La Guaira), ganador en 2014-15.

| Año | Enlace al artículo de la temporada correspondiente de la Liga Venezolana de Béisbol Profesional |
|     | Miembro del Salón de la Fama del Béisbol                                                        |
| ‡   | Miembro del Pabellón de la Fama del Caribe                                                      |
| †   | Miembro del Salón de la fama y museo del béisbol venezolano                                     |
| *   | Denota año en el que se compartió el premio                                                     |

| Año     | Jugador                 | Equipo                    | Posición      |
| ------- | ----------------------- | ------------------------- | ------------- |
| 1946    | Alfonso Carrasquel †    | Cervecería Caracas        | SS            |
| 1948-49 | José Bracho † ‡         | Cervecería Caracas        | P             |
| 1949-50 | Luis García † ‡         | Magallanes                | 3B            |
| 1950-51 | Emilio Cueche †         | Cervecería Caracas        | P             |
| 1952-53 | Pompeyo Davalillo †     | Cervecería Caracas        | 3B            |
| 1953-54 | Luis Aparicio †         | Gavilanes                 | SS            |
| 1954-55 | Darío Rubenstein        | Magallanes                | OF            |
| 1955-56 | Elio Chacón             | Industriales de Valencia  | IF            |
| 1956-57 | Teodoro Obregón †       | Industriales de Valencia  | SS            |
| 1957-58 | José Ocanto             | Oriente                   | 1B            |
| 1958-59 | Medardo Nava            | Licoreros del Pampero     | C             |
| 1959-60 | César Tovar †           | Leones del Caracas        | IF            |
| 1960-61 | Dámaso Blanco †         | Licoreros del Pampero     | 3B            |
| 1961-62 | Héctor Urbano           | Leones del Caracas        | P             |
| 1962-63 | Nelson Castellanos      | Oriente                   | IF            |
| 1963-64 | Juan Quintana           | Tiburones de La Guaira    | P             |
| 1964-65 | Néstor Chávez           | Navegantes del Magallanes | P             |
| 1965-66 | José Tovar              | Tigres de Aragua          | 3B            |
| 1966-67 | Gustavo Sposito         | Navegantes del Magallanes | IF            |
| 1967-68 | Carlos Santeliz         | Cardenales de Lara        | OF            |
| 1968-69 | Roberto Romero          | Llaneros de Acarigua      | BD            |
| 1969-70 | Virgilio Mata           | Tigres de Aragua          | IF            |
| 1970-71 | Simón Barreto           | Leones del Caracas        | P             |
| 1971-72 | Alfonso Collazo         | Águilas del Zulia         | P             |
| 1972-73 | Antonio Armas †         | Leones del Caracas        | OF            |
| 1973-74 | Romo Blanco             | Tiburones de La Guaira    | P             |
| 1974-75 | Wilibaldo Quintana      | Leones del Caracas        | OF            |
| 1975-76 | Oswaldo Olivares † ‡    | Navegantes del Magallanes | OF            |
| 1976-77 | Juan Monasterios        | Tiburones de La Guaira    | OF            |
| 1977-78 | Alfredo Torres          | Navegantes del Magallanes | C             |
| 1978-79 | William Ereú            | Cardenales de Lara        | IF            |
| 1979-80 | Cesar Suárez            | Águilas del Zulia         | IF            |
| 1980-81 | Gustavo Polidor         | Tiburones de La Guaira    | IF            |
| 1981-82 | Argenis Salazar         | Tiburones de La Guaira    | SS            |
| 1982-83 | Norman Carrasco         | Tiburones de La Guaira    | 2B            |
| 1983-84 | Johnny Paredes          | Águilas del Zulia         | 2B            |
| 1984-85 | Omar Bencomo            | Navegantes del Magallanes | P             |
| 1985-86 | Jesús Méndez            | Tigres de Aragua          | 1B            |
| 1986-87 | Luis Sojo †             | Cardenales de Lara        | 2B            |
| 1987-88 | Benigno Placeres        | Cardenales de Lara        | P             |
| 1988-89 | No se entregó           | No se entregó             | No se entregó |
| 1989-90 | Robert Pérez            | Cardenales de Lara        | OF            |
| 1990-91 | Juan Francisco Castillo | Navegantes del Magallanes | P             |
| 1991-92 | Eddy Díaz               | Navegantes del Magallanes | IF            |
| 1992-93 | Roger Cedeño            | Leones del Caracas        | OF            |
| 1993-94 | Luis Raven              | Navegantes del Magallanes | BD            |
| 1994-95 | Fernando Mejías         | Tigres de Aragua          | P             |
| 1995-96 | Ronnie Sorzano          | Leones del Caracas        | P             |
| 1996-97 | Luis Tinoco             | Pastora de Occidente      | OF            |
| 1997-98 | Juan Rincón             | Cardenales de Lara        | P             |
| 1998-99 | Luis Rivas              | Navegantes del Magallanes | 2B            |
| 1999-00 | Endy Chávez             | Navegantes del Magallanes | OF            |
| 2000-01 | Carlos Mendoza          | Tiburones de La Guaira    | 3B            |
| 2001-02 | Luis Ugueto             | Cardenales de Lara        | SS            |
| 2002-03 | No se entregó           | No se entregó             | No se entregó |
| 2003-04 | Francisco Rodríguez     | Tiburones de La Guaira    | P             |
| 2004-05 | Jesús Reina             | Leones del Caracas        | P             |
| 2005-06 | Ronny Cedeño            | Tigres de Aragua          | SS            |
| 2006-07 | Luis Bolívar            | Águilas del Zulia         | 2B            |
| 2007-08 | Gerardo Ávila           | Águilas del Zulia         | 1B            |
| 2008-09 | Maximiliano Ramírez     | Tiburones de La Guaira    | C             |
| 2009-10 | Ernesto Mejía           | Águilas del Zulia         | 1B            |
| 2010-11 | José Pirela             | Águilas del Zulia         | SS            |
| 2011-12 | Héctor Sánchez          | Tiburones de La Guaira    | C             |
| 2012-13 | Salvador Pérez          | Tiburones de La Guaira    | C             |
| 2013-14 | Carlos Sánchez          | Tiburones de La Guaira    | 3B            |
| 2014-15 | Odubel Herrera          | Tiburones de La Guaira    | 2B            |
| 2015-16 | José Osuna              | Bravos de Margarita       | 1B            |
| 2016-17 | Carlos Tocci            | Tigres de Aragua          | OF            |
| 2017-18 | Alexander Palma         | Leones del Caracas        | OF            |
| 2018-19 | Moisés Gómez            | Navegantes del Magallanes | LF            |
| 2019-20 | Ángel Reyes             | Águilas del Zulia         | 1B            |
| 2020-21 | Jhonny Pereda           | Leones del Caracas        | C             |
| 2021-22 | Jermaine Palacios       | Cardenales de Lara        | IF            |
| 2022-23 | Freddy Fermín           | Leones del Caracas        | C             |
| 2023-24 | Andrés Chaparro         | Águilas del Zulia         |               |
| 2024-25 | Luis Matos              | Tiburones de La Guaira    | OF            |